# Hieracium frondiferum
Hieracium frondiferum es una especie de planta con flor del género Hieracium, de la familia Asteraceae, orden Asterales.

## Distribución
Hieracium frondiferum se distribuye por Noruega y Suecia.

## Taxonomía
Fue descrita científicamente por (Elfstr.) Elfstr.
Tratamiento taxonómico
La especie aparece registrada y publicada en Hier. Alp. Mittl. Skand.